# Пеещо дърво
„Пеещо дърво“ (на естонски: Laulev puu) е произведение на изкуството от естонския график Раул Меел от 1970 г.
Меел започва да създава експериментално изкуство от 1968 г. и да възприема западното авангардно изкуство от 1960-те – 1970-те години. За кратък период от време се оказва най-известният представител на неоавангардизма с теченията си минимализъм и концептуализъм, по онова време силно ограничени в Естонската ССР. Това изкуство може да се разглежда като политически дискурс, който подчертава различаващия се, антагонистичен сблъсък с утвърденото изкуство в страната. Той съумява да се дистанцира от официалните изисквания на съветското изкуство и се превръща в привърженик на „конкретната поезия“ в Източния блок.
Творбата е с размери 62 x 60 cm и представлява машинописен текст върху хартия. Съставена е от думи (птици и земни животни), въздействието на които се определя от взаимоотношенията между различните системи на символите (текст и визуални образи).
Произведението е в колекцията на Естонския музей на изкуствата в Талин.